# Джанкойский район
Джанко́йский райо́н (укр. Джанкойський район, крымскотат. Canköy rayonı, Джанкой районы) — административно-территориальная единица (район) и одноимённое муниципальное образование (муниципальный район) в Республике Крым Российской Федерации (согласно позиции России, фактически контролирующей Крым). Район Автономной Республики Крым Украины (согласно позиции Украины).
Административный центр — город Джанкой.

## География
Расположен в степном Крыму, в присивашском регионе на севере республики. Рельеф равнинный, большую часть района занимает распаханная степь. По территории Джанкойского района проходит Северо-Крымский канал — главная водная артерия северного Крыма, до 2014 года снабжавший республику водой из Днепра.
Природа района типична для степной части Крыма, естественных лесов нет. Климат умеренно континентальный, сухой с большими годовыми и суточными колебаниями температуры воздуха. Полезные ископаемые представлены месторождениями кирпично-черепичной глины, песчано-гравийными месторождениями, минеральными источниками, йодистыми подземными водами и месторождениями газа.
На территории района расположены два крупных водозабора, которые должны обеспечить водоснабжение Керчи и Феодосии.
На территории района расположен один из четырёх региональных ландшафтных парков Крыма — «Калиновский», созданный 16 февраля 2000 года.

## История
Район был образован постановлением Крымревкома от 8 января 1921 года № 206 «Об изменении административных границ», согласно которому была упразднена волостная система, а Перекопский уезд преобразован в Джанкойский, в котором были образованы 2 района: Джанкойский и Ишуньский. В 1922 году уезды преобразовали в округа. 11 октября 1923 года, согласно постановлению ВЦИК, в административное деление Крымской АССР были внесены изменения, в результате которых округа были ликвидированы, Ишуньский район упразднён, а его сёла передали в состав Джанкойского и основной административной единицей стал Джанкойский район с 587 населёнными пунктами. На 1 октября 1931 года население составило 37900 человек в 325 населённых пунктах.
В 1927—1929 годах в районе начинают организовываться первые сельскохозяйственные артели и коммуны.
В 1929 году в селе Янцево создается коммуна «Молодая гвардия» из беспризорников и несовершеннолетних преступников для подготовки трактористов-бригадиров, рабочих-садоводов, животноводов, мастеров по ремонту сельхозоборудования. Для ликвидации неграмотности открываются школы, избы-читальни, рабфаки. Первая школа была открыта в 1922 году селе Лобаново.

До середины 30-х годов, когда коллективизация была завершена, на территории района числилось 82 колхоза. Развитие сельскохозяйственного производства проходило в трудных условиях: бедность солончаковых земель, засуху, суховеи. Только к 1939 году, когда получили развитие МТС, стал повышаться жизненный уровень колхозников.
По данным всесоюзной переписи населения 1939 года численность жителей составила 46626 человек. В национальном отношении было учтено:
| Национальность  | Численность |
| --------------- | ----------- |
| Русские         | 23521       |
| Украинцы        | 9392        |
| Крымские татары | 4299        |
| Крымские немцы  | 3676        |
| Евреи           | 2610        |
| Армяне          | 584         |
| Болгары         | 546         |

Вскоре после начала Великой Отечественной войны, 18 августа 1941 года крымские немцы из района были выселены, сначала в Ставропольский край, а затем в Сибирь и северный Казахстан, тогда же часть еврейского населения Крыма была эвакуирована, из оставшихся под оккупацией большинство расстреляны.
18 мая 1944 года крымскотатарское население района было депортировано из Крыма, 26 июня та же судьба постигла проживавших на территории района армян, болгар и греков. 12 августа 1944 года было принято постановление № ГОКО-6372с «О переселении колхозников в районы Крыма» и в сентябре 1944 года в район приехали первые новосёлы (27 семей) из Каменец-Подольской и Киевской областей, а в начале 1950-х годов последовала вторая волна переселенцев из различных областей Украины. С 25 июня 1946 года район в составе Крымской области РСФСР. В последующие годы всё сёла, носившие крымскотатарские, немецкие, еврейские названия были переименованы: в августе 1945 года получили новые наименования 15 сельских советов, а 18 апреля 1948 года были переименованы ещё 72 населённых пункта. С 25 июня 1946 года район в составе Крымской области РСФСР, а 26 апреля 1954 года Крымская область была передана из состава РСФСР в состав УССР. С 18 марта 2014 года — аннексирован Россией.
С 4 апреля Воронежская область стала патронатным субъектом для Джанкойского района. Согласно распоряжению зампреда правительства РФ Дмитрия Козака, области поручено обеспечивать консультационную, материальную и юридическую помощь для нормального функционирования объектов коммунального хозяйства и социальной сферы подшефных территорий.
17 июля 2020 года парламент Украины, не признающий российскую аннексию, принял постановление о новой сети районов в стране, которым предполагается включить в состав Джанкойского района территорию Джанкойского горсовета, однако данное изменение не вступало в силу до «возвращения Крыма под общую юрисдикцию Украины». 9 сентября 2023 года, несмотря на отсутствие контроля над полуостровом, вступили в силу поправки, которые ввели в действие данное постановление в отношении Крыма.

## Население
| 1939    | 1959    | 1970    | 1979    | 1989    | 2001    | 2009    | 2010    | 2011    |
| ------- | ------- | ------- | ------- | ------- | ------- | ------- | ------- | ------- |
| 46 626  | ↗52 217 | ↗72 552 | ↗79 865 | ↘79 427 | ↗81 990 | ↘75 370 | ↘74 923 | ↘74 538 |
| 2012    | 2013    | 2014    | 2015    | 2016    | 2017    | 2018    | 2019    | 2020    |
| ↘74 426 | ↘74 131 | ↘68 429 | ↗68 569 | ↘67 856 | ↘66 873 | ↘65 978 | ↘65 256 | ↘64 808 |
| 2021    |         |         |         |         |         |         |         |         |
| ↗67 618 |         |         |         |         |         |         |         |         |

По итогам переписи населения в Крымском федеральном округе по состоянию на 14 октября 2014 года численность постоянного населения района составила 68 429 человек (100,0 % из которых — сельское).
По состоянию на 1 января 2014 года численность населения района составила 74405 постоянных жителей и 74020 человек наличного населения, на 1 июля 2014 года — 74312 постоянных жителя (в том числе 6117 городских (8,2 %) и 68195 сельских) и 73927 человек наличного населения.

### Национальный состав
По данным переписей населения 2001 и 2014 годов:
| национальность  | 2001, всего, чел. | % от все- го | 2014 всего, чел. | % от все- го | % от указав- ших |
| --------------- | ----------------- | ------------ | ---------------- | ------------ | ---------------- |
| указали         |                   |              | 67591            | 98,78 %      | 100,00 %         |
| русские         | 32048             | 38,93 %      | 31162            | 45,54 %      | 46,10 %          |
| украинцы        | 27788             | 33,75 %      | 15896            | 23,23 %      | 23,52 %          |
| крымские татары | 17744             | 21,55 %      | 13846            | 20,23 %      | 20,48 %          |
| татары          | 192               | 0,23 %       | 3814             | 5,57 %       | 5,64 %           |
| белорусы        | 1415              | 1,72 %       | 740              | 1,08 %       | 1,09 %           |
| поляки          | 463               | 0,56 %       | 243              | 0,36 %       | 0,36 %           |
| узбеки          | 246               | 0,30 %       | 225              | 0,33 %       | 0,33 %           |
| корейцы         | 188               | 0,23 %       | 209              | 0,31 %       | 0,31 %           |
| азербайджанцы   | 179               | 0,22 %       | 151              | 0,22 %       | 0,22 %           |
| чехи            | 232               | 0,28 %       | 140              | 0,20 %       | 0,21 %           |
| чуваши          | 217               | 0,26 %       | 127              | 0,19 %       | 0,19 %           |
| армяне          | 179               | 0,22 %       | 122              | 0,18 %       | 0,18 %           |
| молдаване       |                   |              | 92               | 0,13 %       | 0,14 %           |
| мордва          |                   |              | 92               | 0,13 %       | 0,14 %           |
| езиды           |                   |              | 81               | 0,12 %       | 0,12 %           |
| немцы           |                   |              | 64               | 0,09 %       | 0,09 %           |
| таджики         |                   |              | 57               | 0,08 %       | 0,08 %           |
| турки           |                   |              | 51               | 0,07 %       | 0,08 %           |
| другие          | 1437              | 1,75 %       | 479              | 0,70 %       | 0,71 %           |
| не указали      |                   |              | 838              | 1,22 %       |                  |
| всего           | 82328             | 100,00 %     | 68429            | 100,00 %     |                  |

## Административно-муниципальное устройство
Джанкойский район как муниципальное образование со статусом муниципального района в составе Республики Крым РФ с 2014 года включает 28 муниципальных образований со статусом сельских поселений:
| №  | Сельское поселение | Административный центр | Количество населённых пунктов | Население (чел.) | Площадь (км²) |
| -- | ------------------ | ---------------------- | ----------------------------- | ---------------- | ------------- |
| 1  | Азовское           | пгт Азовское           | 1                             | ↗3439            | 4,66          |
| 2  | Вольновское        | пгт Вольное            | 1                             | ↗2012            | 11,13         |
| 3  | Ермаковское        | село Ермаково          | 7                             | ↘2575            | 109,96        |
| 4  | Завет-Ленинское    | село Завет-Ленинский   | 6                             | ↗3585            | 120,81        |
| 5  | Заречненское       | село Заречное          | 7                             | ↗3132            | 93,91         |
| 6  | Изумрудновское     | село Изумрудное        | 6                             | ↗5454            | 53,64         |
| 7  | Кондратьевское     | село Кондратьево       | 4                             | ↗1346            | 59,02         |
| 8  | Крымковское        | село Крымка            | 1                             | ↗1684            | 50,66         |
| 9  | Лобановское        | село Лобаново          | 5                             | ↘2488            | 77,28         |
| 10 | Луганское          | село Луганское         | 5                             | ↗2166            | 61,84         |
| 11 | Майское            | село Майское           | 5                             | ↘3480            | 92,58         |
| 12 | Масловское         | село Маслово           | 3                             | ↗3076            | 70,94         |
| 13 | Медведевское       | село Медведевка        | 3                             | ↘2077            | 191,75        |
| 14 | Мирновское         | село Мирновка          | 5                             | ↗5021            | 57,90         |
| 15 | Новокрымское       | село Новокрымское      | 3                             | ↗1744            | 78,86         |
| 16 | Пахаревское        | село Пахаревка         | 2                             | ↗1427            | 35,54         |
| 17 | Победненское       | село Победное          | 3                             | ↗3888            | 58,80         |
| 18 | Просторненское     | село Просторное        | 7                             | ↗2344            | 163,80        |
| 19 | Роскошненское      | село Роскошное         | 2                             | ↘1126            | 59,39         |
| 20 | Рощинское          | село Рощино            | 5                             | ↗2530            | 62,59         |
| 21 | Светловское        | село Светлое           | 2                             | ↗1585            | 82,80         |
| 22 | Стальненское       | село Стальное          | 8                             | ↘2452            | 239,85        |
| 23 | Табачненское       | село Табачное          | 4                             | ↗1743            | 45,60         |
| 24 | Целинное           | село Целинное          | 3                             | ↘1286            | 283,42        |
| 25 | Чайкинское         | село Чайкино           | 2                             | ↗1041            | 172,10        |
| 26 | Ярковское          | село Яркое             | 2                             | ↗2023            | 67,53         |
| 27 | Яркополенское      | село Яркое Поле        | 8                             | ↗2103            | 51,09         |
| 28 | Яснополянское      | село Яснополянское     | 3                             | ↘791             | 209,52        |

До 2014 года они составляли одноимённые местные советы: 2 поселковых совета и 26 сельских советов в рамках административного деления АР Крым в составе Украины (до 1991 года — Крымской области УССР в составе СССР).

### Населённые пункты
В состав Джанкойского района входит 113 населённых пунктов, в том числе: 2 посёлка городского типа (Азовское и Вольное), 106 сёл и 5 посёлков (сельского типа), при этом с 2014 года все посёлки городского типа (пгт) Республики Крым также были отнесены к сельским населённым пунктам:
| №   | Населённый пункт   | Тип     | Историческое название | Население (чел.) | Местный совет до 2014 года     | Муниципальное образование с 2014 года |
| --- | ------------------ | ------- | --------------------- | ---------------- | ------------------------------ | ------------------------------------- |
| 1   | Азовское           | пгт     | Калай                 | ↗3439            | Азовский поселковый совет      | Азовское сельское поселение           |
| 2   | Вольное            | пгт     | Фрайлебен             | ↗2012            | Вольновский поселковый совет   | Вольновское сельское поселение        |
| 3   | Ермаково           | село    | Тотай                 | ↘909             | Ермаковский сельский совет     | Ермаковское сельское поселение        |
| 4   | Ветвистое          | село    | Мамут                 | ↘62              | Ермаковский сельский совет     | Ермаковское сельское поселение        |
| 5   | Копани             | село    | Копан                 | ↘71              | Ермаковский сельский совет     | Ермаковское сельское поселение        |
| 6   | Островское         | село    | Тархан-Сунак          | ↗126             | Ермаковский сельский совет     | Ермаковское сельское поселение        |
| 7   | Придорожное        | село    | Дюрмен                | ↘555             | Ермаковский сельский совет     | Ермаковское сельское поселение        |
| 8   | Солёное Озеро      | село    | Тоганаш               | ↘838             | Ермаковский сельский совет     | Ермаковское сельское поселение        |
| 9   | Столбовое          | село    | Мечитли-Кытай         | ↘220             | Ермаковский сельский совет     | Ермаковское сельское поселение        |
| 10  | Завет-Ленинский    | село    | Кучук-Алкалы          | ↘2222            | Завет-Ленинский сельский совет | Завет-Ленинское сельское поселение    |
| 11  | Зелёный Яр         | село    |                       | ↘129             | Завет-Ленинский сельский совет | Завет-Ленинское сельское поселение    |
| 12  | Мартыновка         | село    | Караджа-Кат           | ↘585             | Завет-Ленинский сельский совет | Завет-Ленинское сельское поселение    |
| 13  | Мелководное        | село    | Кучук-Сунак           | ↘173             | Завет-Ленинский сельский совет | Завет-Ленинское сельское поселение    |
| 14  | Пушкино            | село    | Биюк-Алкалы           | ↘420             | Завет-Ленинский сельский совет | Завет-Ленинское сельское поселение    |
| 15  | Солонцовое         | село    | Карач-Барач           | ↘201             | Завет-Ленинский сельский совет | Завет-Ленинское сельское поселение    |
| 16  | Заречное           | село    | Камаджи               | ↘1820            | Заречненский сельский совет    | Заречненское сельское поселение       |
| 17  | Армейское          | село    | Коремез               | ↘175             | Заречненский сельский совет    | Заречненское сельское поселение       |
| 18  | Болотное           | село    | Бабатай               | ↘238             | Заречненский сельский совет    | Заречненское сельское поселение       |
| 19  | Митюрино           | посёлок |                       | ↘10              | Заречненский сельский совет    | Заречненское сельское поселение       |
| 20  | Низинное           | село    | Ногайлы-Кырк          | ↘243             | Заречненский сельский совет    | Заречненское сельское поселение       |
| 21  | Перепёлкино        | село    | Камбар-Вакуф          | ↘461             | Заречненский сельский совет    | Заречненское сельское поселение       |
| 22  | Смежное            | село    | Моллалар              | ↘56              | Заречненский сельский совет    | Заречненское сельское поселение       |
| 23  | Изумрудное         | село    |                       | ↘1905            | Изумрудновский сельский совет  | Изумрудновское сельское поселение     |
| 24  | Дмитриевка         | село    |                       | ↘555             | Изумрудновский сельский совет  | Изумрудновское сельское поселение     |
| 25  | Калиновка          | село    |                       | ↗853             | Изумрудновский сельский совет  | Изумрудновское сельское поселение     |
| 26  | Мичуриновка        | село    |                       | ↘166             | Изумрудновский сельский совет  | Изумрудновское сельское поселение     |
| 27  | Новостепное        | село    | Ново-Джанкой          | ↘1523            | Изумрудновский сельский совет  | Изумрудновское сельское поселение     |
| 28  | Овощное            | село    | Тав-Бузар             | ↘751             | Изумрудновский сельский совет  | Изумрудновское сельское поселение     |
| 29  | Кондратьево        | село    | Аксюрю-Конрат         | ↘803             | Кондратьевский сельский совет  | Кондратьевское сельское поселение     |
| 30  | Дорожное           | посёлок |                       | ↘7               | Кондратьевский сельский совет  | Кондратьевское сельское поселение     |
| 31  | Рубиновка          | село    | Бек-Казы              | ↘360             | Кондратьевский сельский совет  | Кондратьевское сельское поселение     |
| 32  | Советское          | село    | Мишен-Найман          | ↘221             | Кондратьевский сельский совет  | Кондратьевское сельское поселение     |
| 33  | Крымка             | село    | Султан-Бочала         | ↗1684            | Крымковский сельский совет     | Крымковское сельское поселение        |
| 34  | Лобаново           | село    | Богемка               | ↘1402            | Лобановский сельский совет     | Лобановское сельское поселение        |
| 35  | Жилино             | село    | Джадра-Борлак         | ↘426             | Лобановский сельский совет     | Лобановское сельское поселение        |
| 36  | Марьино            | село    |                       | ↘631             | Лобановский сельский совет     | Лобановское сельское поселение        |
| 37  | Орденоносное       | село    | Аджай-Кат             | ↘84              | Лобановский сельский совет     | Лобановское сельское поселение        |
| 38  | Ясное              | посёлок |                       | ↘90              | Лобановский сельский совет     | Лобановское сельское поселение        |
| 39  | Луганское          | село    |                       | ↘1129            | Луганский сельский совет       | Луганское сельское поселение          |
| 40  | Ковыльное          | село    | Той-Тёбе              | ↘391             | Луганский сельский совет       | Луганское сельское поселение          |
| 41  | Пробуждение        | село    | Курт-Ички             | ↘6               | Луганский сельский совет       | Луганское сельское поселение          |
| 42  | Тутовое            | село    | Джарак                | ↘275             | Луганский сельский совет       | Луганское сельское поселение          |
| 43  | Ударное            | село    | Джадра-Шейх-Эли       | ↘79              | Луганский сельский совет       | Луганское сельское поселение          |
| 44  | Майское            | село    | Майфельд              | ↘2016            | Майский сельский совет         | Майское сельское поселение            |
| 45  | Ближнее            | село    | Берекет               | ↘345             | Майский сельский совет         | Майское сельское поселение            |
| 46  | Ларино             | село    |                       | ↘292             | Майский сельский совет         | Майское сельское поселение            |
| 47  | Октябрь            | село    | Бай-Кончек            | ↘923             | Майский сельский совет         | Майское сельское поселение            |
| 48  | Полевое            | село    | Кара-Тотанай          | ↘382             | Майский сельский совет         | Майское сельское поселение            |
| 49  | Маслово            | село    | Тен-Сув               | ↘2222            | Масловский сельский совет      | Масловское сельское поселение         |
| 50  | Комсомольское      | село    |                       | ↘644             | Масловский сельский совет      | Масловское сельское поселение         |
| 51  | Субботник          | село    | Конурча               | ↘361             | Масловский сельский совет      | Масловское сельское поселение         |
| 52  | Медведевка         | село    | Авуз-Кырк             | ↘1270            | Медведевский сельский совет    | Медведевское сельское поселение       |
| 53  | Предмостное        | село    | Тюп-Джанкой           | ↘378             | Медведевский сельский совет    | Медведевское сельское поселение       |
| 54  | Тургенево          | село    | Кырк-Бель             | ↘561             | Медведевский сельский совет    | Медведевское сельское поселение       |
| 55  | Мирновка           | село    | Джюргюн               | ↘1259            | Мирновский сельский совет      | Мирновское сельское поселение         |
| 56  | Днепровка          | село    | Чокраклы-Шейх-Эли     | ↘2068            | Мирновский сельский совет      | Мирновское сельское поселение         |
| 57  | Константиновка     | село    |                       | ↗373             | Мирновский сельский совет      | Мирновское сельское поселение         |
| 58  | Рысаково           | село    | Асс-Джаракчи          | ↘701             | Мирновский сельский совет      | Мирновское сельское поселение         |
| 59  | Тимофеевка         | село    |                       | ↘414             | Мирновский сельский совет      | Мирновское сельское поселение         |
| 60  | Новокрымское       | село    | Борлак-Тама           | ↘1081            | Новокрымский сельский совет    | Новокрымское сельское поселение       |
| 61  | Источное           | село    | Первый Чокрак         | ↘192             | Новокрымский сельский совет    | Новокрымское сельское поселение       |
| 62  | Павловка           | село    | Керлеут               | ↘354             | Новокрымский сельский совет    | Новокрымское сельское поселение       |
| 63  | Пахаревка          | село    |                       | ↘1161            | Пахаревский сельский совет     | Пахаревское сельское поселение        |
| 64  | Выпасное           | село    |                       | ↘245             | Пахаревский сельский совет     | Пахаревское сельское поселение        |
| 65  | Победное           | село    | Тарханлар             | ↗3109            | Победненский сельский совет    | Победненское сельское поселение       |
| 66  | Новая Жизнь        | село    | Волна                 | ↘722             | Победненский сельский совет    | Победненское сельское поселение       |
| 67  | Тарасовка          | село    |                       | →0               | Победненский сельский совет    | Победненское сельское поселение       |
| 68  | Просторное         | село    | Ширин Новый           | ↘635             | Просторненский сельский совет  | Просторненское сельское поселение     |
| 69  | Антоновка          | село    |                       | ↘29              | Просторненский сельский совет  | Просторненское сельское поселение     |
| 70  | Апрелевка          | село    |                       | ↘281             | Просторненский сельский совет  | Просторненское сельское поселение     |
| 71  | Бородино           | село    |                       | ↘568             | Просторненский сельский совет  | Просторненское сельское поселение     |
| 72  | Нижние Отрожки     | село    | Нижний Алач           | ↘118             | Просторненский сельский совет  | Просторненское сельское поселение     |
| 73  | Славянское         | село    | Ширин Славянский      | ↘42              | Просторненский сельский совет  | Просторненское сельское поселение     |
| 74  | Стефановка         | село    |                       | ↘384             | Просторненский сельский совет  | Просторненское сельское поселение     |
| 75  | Роскошное          | село    | Сеит-Болат            | ↘559             | Роскошненский сельский совет   | Роскошненское сельское поселение      |
| 76  | Зерновое           | село    | Тёбей                 | ↘627             | Роскошненский сельский совет   | Роскошненское сельское поселение      |
| 77  | Рощино             | село    |                       | ↘928             | Рощинский сельский совет       | Рощинское сельское поселение          |
| 78  | Ближнегородское    | село    | Джанкой Немецкий      | ↘584             | Рощинский сельский совет       | Рощинское сельское поселение          |
| 79  | Краснодольное      | село    | Борлак                | ↘321             | Рощинский сельский совет       | Рощинское сельское поселение          |
| 80  | Озёрное            | село    | Узун-Сакал Татарский  | ↘44              | Рощинский сельский совет       | Рощинское сельское поселение          |
| 81  | Серноводское       | село    | Джар-Кую              | ↘314             | Рощинский сельский совет       | Рощинское сельское поселение          |
| 82  | Светлое            | село    | Янцево                | ↘1608            | Светловский сельский совет     | Светловское сельское поселение        |
| 83  | Благодатное        | село    | Конек                 | ↘90              | Светловский сельский совет     | Светловское сельское поселение        |
| 84  | Стальное           | село    | Барын                 | ↘1125            | Стальненский сельский совет    | Стальненское сельское поселение       |
| 85  | Многоводное        | село    | Артезианское          | ↘486             | Стальненский сельский совет    | Стальненское сельское поселение       |
| 86  | Новоконстантиновка | село    |                       | ↘111             | Стальненский сельский совет    | Стальненское сельское поселение       |
| 87  | Новопавловка       | село    |                       | ↘351             | Стальненский сельский совет    | Стальненское сельское поселение       |
| 88  | Новофёдоровка      | село    | Авуз-Кенегез          | ↘165             | Стальненский сельский совет    | Стальненское сельское поселение       |
| 89  | Озерки             | село    | Барын Татарский       | ↘321             | Стальненский сельский совет    | Стальненское сельское поселение       |
| 90  | Прозрачное         | село    | Терекли-Абаш          | ↘0               | Стальненский сельский совет    | Стальненское сельское поселение       |
| 91  | Родное             | село    | Бай-Онлар             | ↘183             | Стальненский сельский совет    | Стальненское сельское поселение       |
| 92  | Табачное           | село    | Аджи-Ахмат            | ↘1287            | Табачненский сельский совет    | Табачненское сельское поселение       |
| 93  | Новосельцево       | село    | Акшейх                | ↘433             | Табачненский сельский совет    | Табачненское сельское поселение       |
| 94  | Фёдоровка          | село    | Теге                  | ↘15              | Табачненский сельский совет    | Табачненское сельское поселение       |
| 95  | Хлебное            | село    | Сыртки-Аджи-Ахмат     | ↘66              | Табачненский сельский совет    | Табачненское сельское поселение       |
| 96  | Целинное           | село    | Кырк-Ишунь            | ↘900             | Целинный сельский совет        | Целинное сельское поселение           |
| 97  | Колоски            | село    | Шолом-Алейхем         | ↘327             | Целинный сельский совет        | Целинное сельское поселение           |
| 98  | Томашевка          | село    |                       | ↘172             | Целинный сельский совет        | Целинное сельское поселение           |
| 99  | Чайкино            | село    | Малый Тархан          | ↘1011            | Чайкинский сельский совет      | Чайкинское сельское поселение         |
| 100 | Мысовое            | село    | Тюп-Акчора            | ↘47              | Чайкинский сельский совет      | Чайкинское сельское поселение         |
| 101 | Яркое              | село    | Бий-Сув-Кюйче         | ↘1807            | Ярковский сельский совет       | Ярковское сельское поселение          |
| 102 | Ястребцы           | село    | Тогунчи               | ↘240             | Ярковский сельский совет       | Ярковское сельское поселение          |
| 103 | Яркое Поле         | село    |                       | ↘948             | Яркополенский сельский совет   | Яркополенское сельское поселение      |
| 104 | Арбузовка          | село    | Карангут Немецкий     | ↘95              | Яркополенский сельский совет   | Яркополенское сельское поселение      |
| 105 | Весёлое            | село    |                       | ↘203             | Яркополенский сельский совет   | Яркополенское сельское поселение      |
| 106 | Дубровка           | посёлок |                       | ↘40              | Яркополенский сельский совет   | Яркополенское сельское поселение      |
| 107 | Находка            | село    | Джан-Болды            | ↘322             | Яркополенский сельский совет   | Яркополенское сельское поселение      |
| 108 | Отрадное           | село    | Венера                | ↘86              | Яркополенский сельский совет   | Яркополенское сельское поселение      |
| 109 | Славянка           | село    | Джан-Болды-Вакуф      | ↘110             | Яркополенский сельский совет   | Яркополенское сельское поселение      |
| 110 | Тимирязево         | село    | Карангут Русский      | ↘219             | Яркополенский сельский совет   | Яркополенское сельское поселение      |
| 111 | Яснополянское      | село    |                       | ↘723             | Яснополянский сельский совет   | Яснополянское сельское поселение      |
| 112 | Володино           | посёлок | Кырк-Ишунь            | ↘0               | Яснополянский сельский совет   | Яснополянское сельское поселение      |
| 113 | Рюмшино            | село    |                       | ↘136             | Яснополянский сельский совет   | Яснополянское сельское поселение      |

## Экономика

### Промышленность
Наибольшие предприятия: Азовский ликёроводочный завод, ОАТП «Новатор» (закупка молочной продукции и производство молочных продуктов), ОАТП «Агропромсервис» (ремонт сельскохозяйственной техники), Азовский комбинат хлебопечения. Торговое обслуживание населения района осуществляются предприятиями Джанкойского и Азовского потребительского обществ и другими торговыми предприятиями. Всего в районе 159 предприятий торговли и общественного питания, 2 автотранспортных предприятия.

### Сельское хозяйство
В результате реорганизации сельскохозяйственных предприятий, которая началась в 2000 году, в районе образованы 16 сельскохозяйственных ООО, 9 сельскохозяйственных производственных кооперативов, 1 ЗАО, а также 161 фермерское хозяйство. Сельское хозяйство Джанкойского района многоотраслевое: здесь выращиваются зерновые, овощи, кормовые культуры, виноград и фрукты, а также рис, производится животноводческая продукция, проводится промышленная переработка сырья.

### Транспорт
По территории района проходит автотранспортная магистраль государственного значения — автотрасса Москва — Ялта. У северной границы района с 2014 года располагается МАПП «Джанкой». При въезде на территорию района со стороны Запорожья установлен памятник — арка «Крымские Золотые Ворота».

## Социальная сфера
В районе — 43 общеобразовательных школы, 45 дошкольных и 3 внешкольных учреждения, ПТУ, 2 учебно-воспитательных комбината; научные учреждения: исследовательское хозяйство «Джанкойский карантинный питомник, интродукции ГНБС» УААН, Степное исследовательское хозяйство «Магарач» Института винограда и вина «Магарач»; центральная районная больница, на базе которой действуют родовой дом, кожно-венерологический и туберкулезный диспансеры, стоматологическая поликлиника, Азовская районная больница, 3 участковых больницы, 9 амбулаторий, 62 фельдшерско-акушерских пункта, 5 аптек, санитарно-эпидемиологическую станция; 62 учреждения культуры, в том числе 4 детских музыкальных школы, 2 кинотеатра, 73 библиотеки, Центр народного творчества и досуг. При домах культуры и клубах действуют 15 национальных коллектива художественной самодеятельности, из них 7 — народные; работает районный историко-краеведческий музей. Ежегодно в районе проводится традиционный фестиваль культур, дни национальных культур.

## Памятники
В районе зарегистрированы памятники археологии: 16 курганов эпохи бронзы, скифского периода и средневековья; установлены 28 монументальных памятников, в частности: в пгт Азовское — селькору Ф. Приходько, который погиб от рук кулаков.